# Merobruchus julianus
Merobruchus julianus is een keversoort uit de familie bladkevers (Chrysomelidae). De wetenschappelijke naam van de soort werd in 1894 gepubliceerd door George Henry Horn.